# GPD Win 2
GPD Win 2は、GPD Winの後継機となるWindowsベースの携帯型ゲーミングPC。中華人民共和国の企業、GamePad Digital(GPD)によって製造され、クラウドファンディングによって資金調達された。2017年第1四半期に発表され、2018年1月15日に正式にクラウドファンディングが開始され、2018年5月に発売された。

## 沿革
GamePad Digitalは2016年10月にGPD Winを発売した。GPD Winは、Windowsベースの携帯ゲーム機の不足を解消する製品として開発された。GPD Winは成功を収め、目標額を大幅に上回った。この成功を基に、同社は2017年にGPD Win 2を発表した。2017年12月までに、TechRadar 、The Verge[3]、Slash Gear、ExtremeTechなどのテクノロジー系メディアが、試作機に関する記事や技術仕様を提供した。

GPD Win 2のIndiegogoでのクラウドファンディングは成功を収め、目標額10万ドルを約17倍上回る約180万ドルの調達額を記録し、2,200人以上の支援者から予約注文を受けた。クラウドファンディング終了時には、プロジェクトは270万ドルの支援金を集めた。

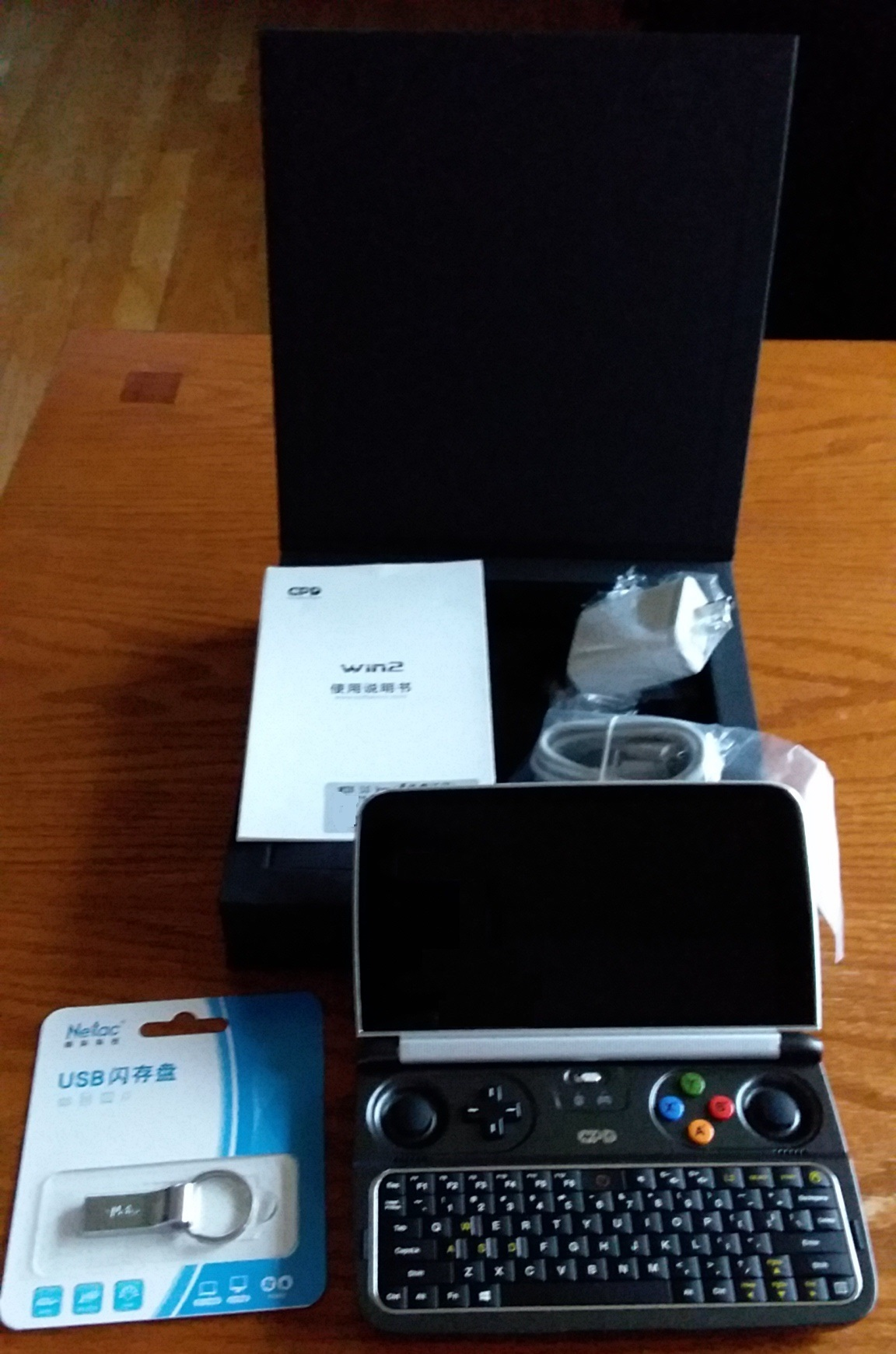
GPD Win 2を開封した写真。購入時には以下の内容物が含まれている: 外箱、取扱説明書、電源、USB-C から USB-C への充電ケーブル、Windows 10 回復環境を備えた USBメモリ、GPD Win 2本体。

## ソフトウェア
GPD Win 2は、前モデルと同様に64ビット版Windows 10 Homeを搭載し、Linuxオペレーティングシステムも動作可能である。DirectX 12とOpenGL 4.4をサポートする。リリース前のテスターはLinuxが「完璧に動作する」と評価したが、マルチタスク性能を最大限に高めるには、軽量なディストリビューションを使用するのが最善であるとしている。

## ハードウェア
GPD Win 2のフレームはマグネシウム合金製で、交換可能な黒のABSカバーが付く。メイン筐体は軽量化のためABS樹脂製です。80キーのQWERTYキーボードが本体全体に広がっている。右側面にキーが並んでいたGPD Winとは異なる。
ゲームコントローラーには、本体前面の両側に配置されたデュアルアナログスティックが搭載し、GPD Winの位置から外側に移動した。A/B/X/Yキーはそのままであるが、同様に内側に移動されている。十字キーも復活した。マウススイッチは十字入力が削除され、十字入力とマウス機能のみになった（ただし、十字入力ゲームを十字入力で適切に操作するためのソフトウェアは存在する）。ショルダーボタンには標準のL1/R1ボタンとL2/R2ボタンがあるが、L3/R3ボタンはGPD Winと同様にキーボードからショルダーボタンに移動され、合計6つのショルダーボタンとなった。デバイス上部には、USB-C、USB-A (3.0)、MicroSDカードスロット、3.5mmヘッドホンジャック、そしてWinに搭載されていたMini HDMIポートから変更されたMicro HDMIポートなど、様々なI/Oポートが搭載される。AHCI M.2 SSDスロットは、デバイス背面の取り外し可能なカバーの下となった。GPD Win 2には、前面の両側、各アナログスティックのすぐ下にデュアルスピーカーが搭載されています。デバイス上部と背面には冷却ファンの格子が付く。画面は5.5インチから6インチに大型化され、Gorilla Glass 4で強化されたH-IPS静電容量式10点タッチスクリーンとなった。

## 技術仕様
GPD Winよりもパフォーマンスの向上を実現するため、Intel Atom CPUからIntel Core M3-7Y30 Cへ変更された。ベースクロック速度は1.0GHz、Turbo Boostで最大2.6GHzである。これにより、GPD Winに搭載されているIntel Atom x7-Z8750 CPUと同様に、シングルコアとマルチコアのパフォーマンスがそれぞれ4倍と2倍のベンチマークを記録した。第9世代統合グラフィックスであるIntel HD Graphics 615は24EUで、GPD Winの HD Graphics 405より8EU多く、最大ダイナミック周波数はWinの600MHzから900MHzに向上した。
GPD Win 2の冷却システムは、CPUの変更に対応するために全面的に見直された。M3のTDPは3倍以上の15Wに増加したため、自動制御ファンとヒートシンクを備えている。ターボファンのダイナミックレンジは2000～8800RPMで、前モデルと比べて8倍の性能向上が報告されている。GamePad Digitalは、この冷却システムに対応するためにマザーボードの設計を変更した。GPD WinではL型マザーボードが採用されていましたが、Win 2ではデュアルマザーボード設計が採用されている。
RAMはGPD Winと同じメモリタイプであるLPDDR3の8GBへ増量された。GPD WinではeMMCストレージであったが、GPD Win 2は128GBのM.2 2242 SSDへ変更された。ユーザーによる交換が可能であり、容量の制限はない。理論上の最大転送速度は600MB/秒である。GamePad Digitalは、多くの要望に応えてMicroSDスロットも維持しており、こちらも容量の制限はない。
ディスプレイは若干大型化したが、タッチスクリーンの解像度は前モデルと同じ1280x720である。外部映像出力は4K対応で、ワイヤレスディスプレイオプションもサポートする。HDMI 1.4を使用した場合の最大解像度は、24Hzのリフレッシュレートで4096x2304である。MiracastとIntel WiDiの両方のワイヤレスディスプレイテクノロジーをサポートする。
GPD Win 2は、7.6V出力、37.24Whの電力、600Wh/Lのエネルギー密度を備えた4900mAhのポリマーリチウムバッテリーを2個搭載する。これはGPD Winと比較してバッテリー容量が49%増加している。バッテリーは最大6時間のゲームプレイが可能なバッテリー駆動時間を備えている。GamePad Digitalによると、Win 2はUSB-CケーブルによるPD 2.0急速充電に対応した初のデバイスであり、バッテリー残量が半分の状態から45分でフル充電できる。
| 内容           | 概要 | 概要 |
| -------------- | --- | --- |
| 発売年         | 2017 | 2019 |
| Dimensions     | 162 by 99 by 25ミリメートル (6.38 in × 3.90 in × 0.98 in) 460グラム (1.01 lb)                                                    | 162 by 99 by 25ミリメートル (6.38 in × 3.90 in × 0.98 in) 460グラム (1.01 lb)                                                    |
| CPU            | Intel Core M3-7Y30 (1.00 GHz/2.60 GHz max) TDP 15W                                                                               | Intel core M3-8100Y (1.10 GHz/2.60 GHz max) TDP 15W                                                                              |
| グラフィック   | Intel HD 615 Graphics (300 MHz/900 MHz max)                                                                                      | Intel HD 615 Graphics (300 MHz/900 MHz max)                                                                                      |
| メモリ         | 8GB LPDDR3 1866 RAM | 8GB LPDDR3 1866 RAM |
| ストレージ     | 128GB M.2 2242 SSD MicroSD リムーバブルストレージ 容量制限なし                                                                   | 256, 512GB or 1TB M.2 2242 SSD MicroSD A2 リムーバブルストレージ 容量制限なし                                                    |
| 液晶           | 6-inch, 1280x720, H-IPS 10点マルチタッチ対応スクリーン, 16:9 ratio 4K映像 サポート (4096x2304x24 max) Miracast and WiDi サポート | 6-inch, 1280x720, H-IPS 10点マルチタッチ対応スクリーン, 16:9 ratio 4K映像 サポート (4096x2304x24 max) Miracast and WiDi サポート |
| オーディオ     | デュアルスピーカー 3.5mm ヘッドフォンジャック 内蔵マイク Realtek オーディオドライバー                                            | デュアルスピーカー 3.5mm ヘッドフォンジャック 内蔵マイク Realtek オーディオドライバー                                            |
| オーディオ     | Better audio | |
| キーボード     | 80ボタン, 6-row QWERTY キーボード                                                                                                | 80ボタン, 6-row QWERTY キーボード                                                                                                |
| コントローラー | D-pad 4 フェイスボタン 6 ショルダーボタン 2 アナログスティック                                                                   | D-pad 4 フェイスボタン 6 ショルダーボタン 2 アナログスティック                                                                   |
| コントローラー | Vibration motor | |
| SDカード       | microSDスロット (A2対応） | microSDスロット (A2対応） |
| 外部端子       | USB 3.0 Type C USB 3.0 Type A Micro HDMI 3.5mm ヘッドフォンジャック                                                              | USB 3.0 Type C USB 3.0 Type A Micro HDMI 3.5mm ヘッドフォンジャック                                                              |
| バッテリー     | 2 x 4900mAh リチウムイオン電池                                                                                                   | 2 x 4900mAh リチウムイオン電池                                                                                                   |
| バッテリー     | 12v 2a Quick Charge | 5v 3a or 12v 2a Quick Charge |
| 通信           | 802.11 a/b/g/n/ac 2.4G/5G Dual-band wifi (867Mbit/s max rate) Bluetooth 4.2                                                      | 802.11 a/b/g/n/ac 2.4G/5G Dual-band wifi (867Mbit/s max rate) Bluetooth 4.2                                                      |
| ソフトウェア   | - Windows 10 Home - Vulkan - DirectX 12 - OpenGL 4.4 - Linux (ノーサポート)                                                      | - Windows 10 Home - Vulkan - DirectX 12 - OpenGL 4.4 - Linux (ノーサポート)                                                      |

## 性能
GPD Win 2は、様々な最新ゲームを低設定で動作テスト済みである。Grand Theft Auto Vは38fps、Overwatchは50～70fps、The Elder Scrolls V: Skyrimは平均53fpsで動作する。例えば、ストリートファイターIVはGPD Winの3倍のフレームレートで動作する。前モデルよりもフレームレートが向上し、ゲームの読み込み時間も大幅に短縮されました。

## リリースと評価
GamePad Digitalは、2018年5月に予約購入者への出荷を開始した。Linus Sebastianは、2018年1月に発売前のバージョンをレビューした。スピーカーの出来は良くなかったとしながらも、試作バージョンをレビューしていることを認めている。キーボードについては、前モデルと比べて大幅に改善されていると高く評価し、ショルダーボタンの品質が向上し、クリック感がよりしっかりしていると述べた。また、他のポータブルデバイスと比べて、Win 2で設定変更が簡単に行える点を高く評価している。パフォーマンスに関しては、統合グラフィックスには改善の余地が多く、新しいゲームではカクツキやフレームレートの低下が見られると指摘した。しかし、古いゲームは概ね問題ないとのこと。また、DolphinでStar Fox: Assaultを、PCSX2でGrand Theft Auto IIIをテストし、エミュレーション性能の向上にも触れている。彼は、一部のゲームでは多少の速度低下があるかもしれないが、入力遅延はごくわずかだと指摘した。

## ギャラリー

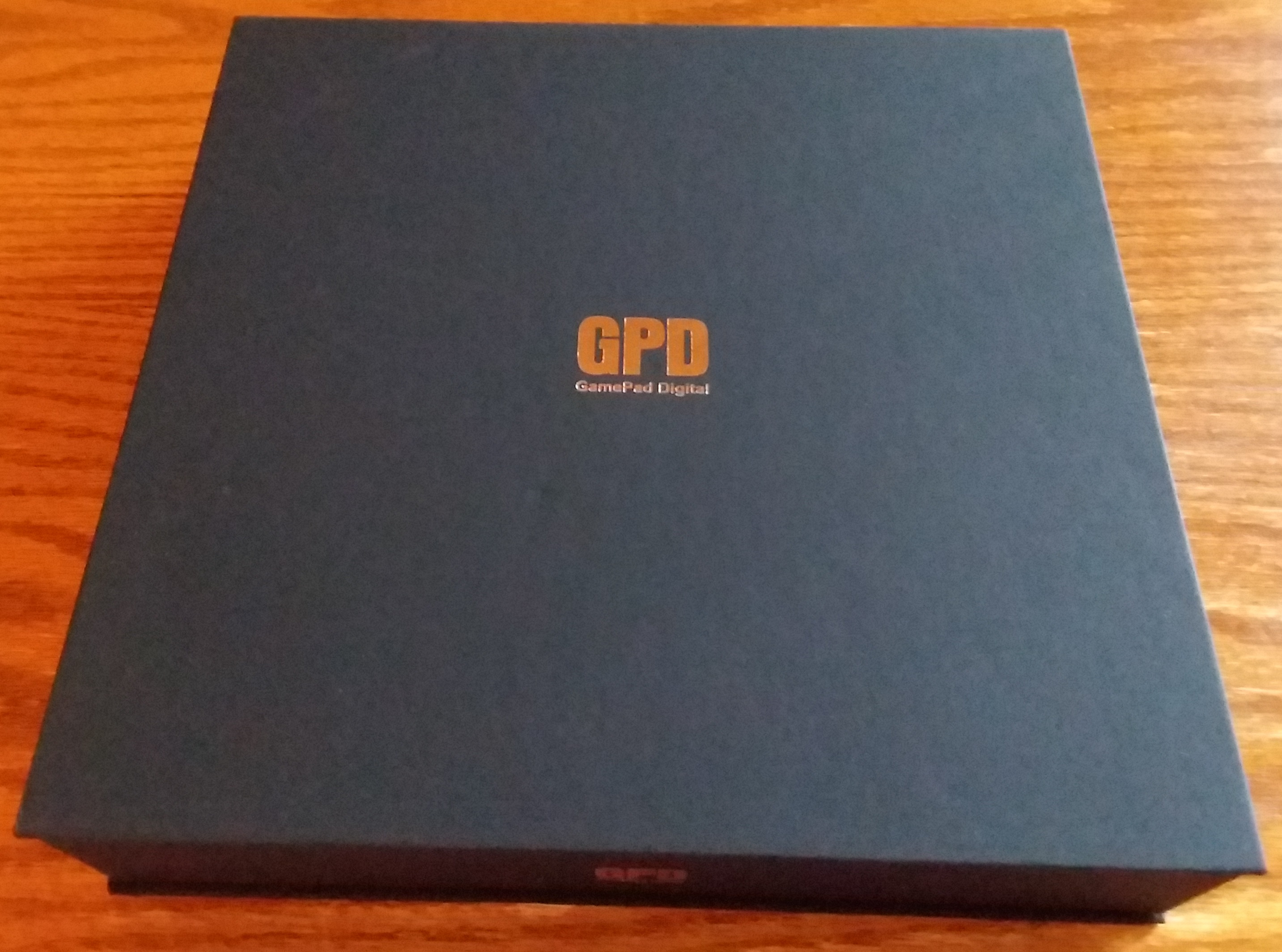
外箱
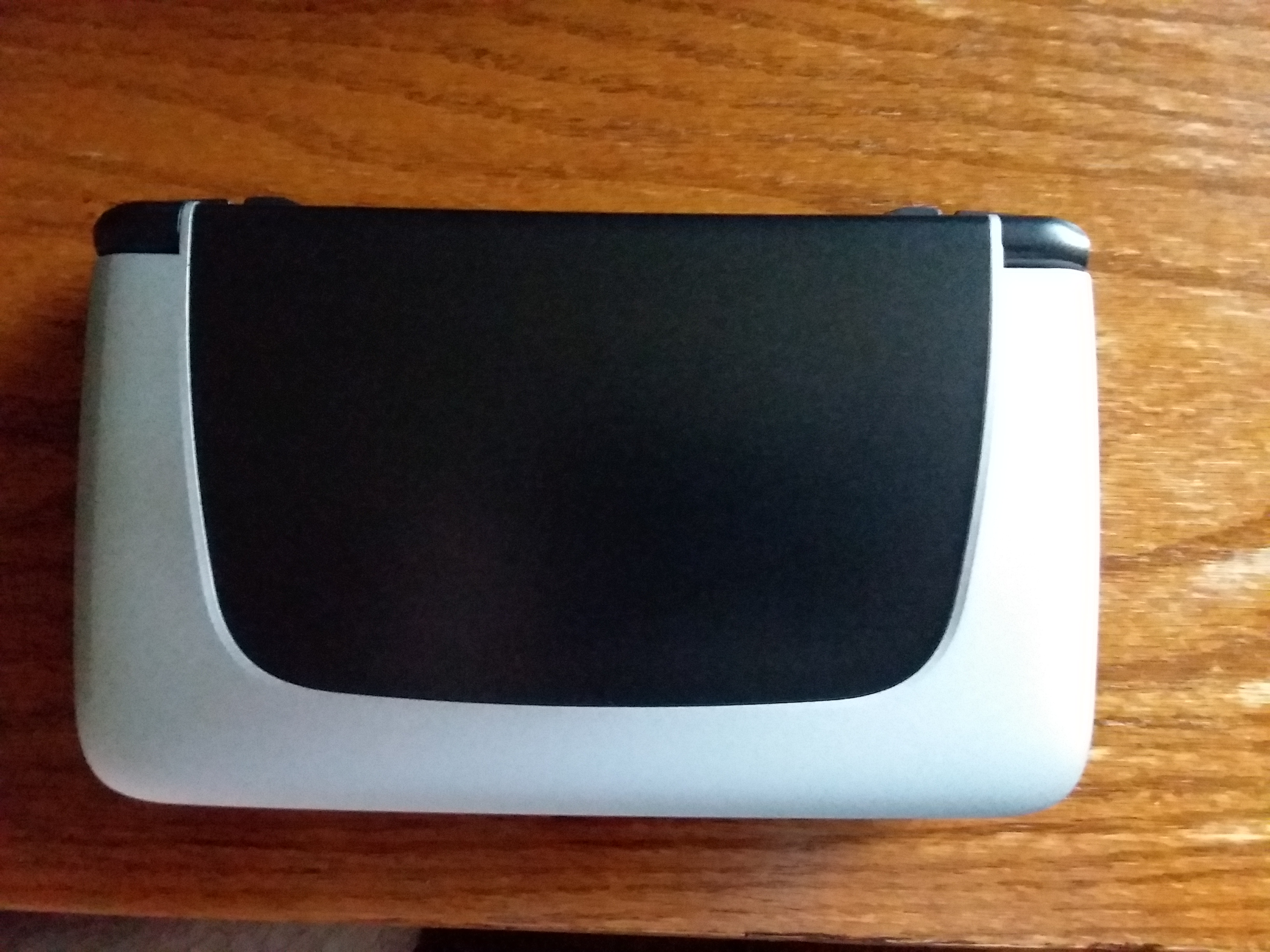
前面
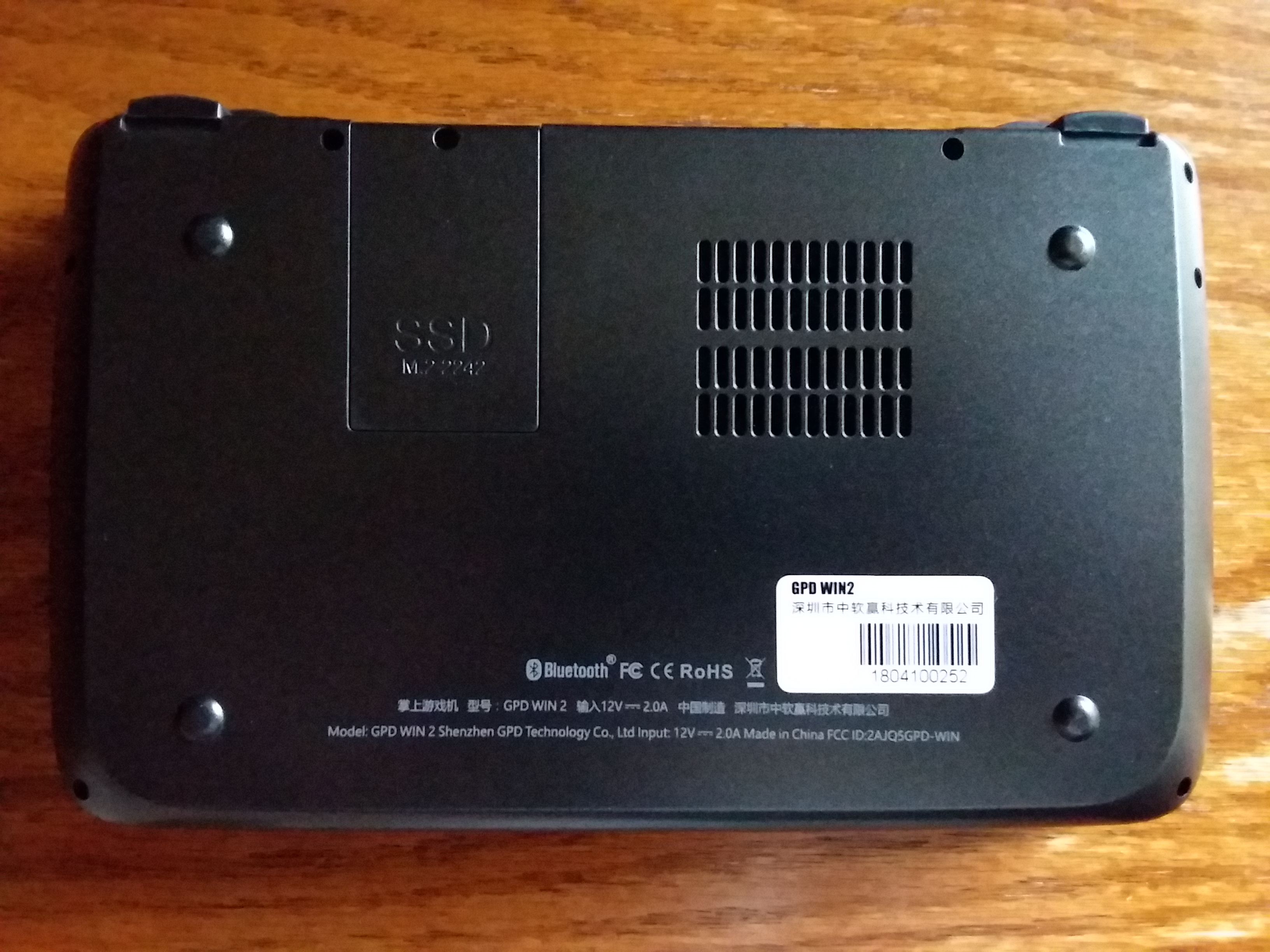
背面
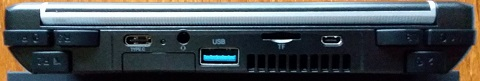
側面にはすべての端子とショルダーボタンが配置されている。